# المخشابة (حزم العدين)

تعديل مصدري - تعديل

المخشابة محلة تابعة لقرية قهنات، التابعة لعزلة حقين بمديرية حزم العدين إحدى مديريات محافظة إب في الجمهورية اليمنية، بلغ تعداد سكانها 38 حسب تعداد اليمن لعام 2004.